# Podabacia sinai
Podabacia sinai — вид коралових поліпів родини Fungiidae.

## Поширення
Цей корал зустрічається лише у Червоному морі на глибині до 20 м.

## Опис
Це рифоутворюючий корал, сіро-коричневого забарвлення з світлими краями. Утворює плоскі колонії круглої форми, діаметром до 50 см. Живе у симбіозі з одноклітинними водоростями- зооксантелами.